# 佐藤优香
佐藤优香（日语：／ Satō Yuka，1992年1月18日—）生于千叶县佐仓市，是一名日本女子铁人三项运动员。她在9岁时在母亲的建议下开始参加铁人三项比赛，在夺得冠军后，她便开始练习这个项目。2010年8月，她参加在新加坡举行的第1届青奥，最终在女子个人项目上获得金牌，这也是青奥历史上的第一枚金牌。她也凭借着这枚金牌获得东京体育奖励赏。